# Koraal Partir
Koraal Partir (ook: Koraal Partier) is een geozone (regio) in Curaçao. Het bevindt zich ongeveer 11 km ten oosten van Willemstad, en bevat onder andere de wijken Koraal Partir, Groot Sint Joris, Popo, en Abrahamsz.

## Geschiedenis
Koraal Partir was oorspronkelijk een dunbevolkt plantagegebied. De noordkant van de geozone langs de oceaankust bestaat nog steeds uit wilde natuur.
Koraal Partir was een plantage gesticht rond 1800. Later is het terrein verkaveld. Het woord "koraal" betekent terrein (vergelijk: kraal) en "partir" betekent verdeeld. Na de afschaffing van de slavernij vond er kleinschalige landbouw en veeteelt plaats. In de 20e eeuw werd het ook een forenzenplaats voor werknemers bij Shell en andere bedrijven.
Groot Sint Joris of Chincho was een veeteelt-plantage. Op het terrein bevindt zich een struisvogelpark. Groot Sint Joris bevindt zich op de westoever van de Sint Jorisbaai. Het landhuis dateert uit de tweede helft van de 19e eeuw, en heeft een monumentenstatus. Er is een wandelroute uitgezet door het natuurgebied rond het landhuis.
Popo is een voormalige plantage die later is verkaveld. Vanaf de jaren 1950 begon een gedeelte van het dorp zich bezig te houden met de visserij. Abrahamsz was een dunbevolkt gebied waar later woonwijken zijn gebouwd. De geozone bevat verder een aantal gehuchten.

## Overzicht
In Koraal Partir is sprake van een bevolkingsgroei, maar is nog steeds dunbevolkt. Het aantal allochtonen is met 20,8% in 2001 hoog. Er wonen relatief veel Europese Nederlanders. Het gemiddelde inkomen en opleidingsniveau is boven gemiddeld. Koraal Partir heeft de beschikking over een supermarkt en verschillende toko's (kleine winkels), maar is afhankelijk van Santa Rosa en de wijk Brievengat in Willemstad.